# Vaujours
Pour l’article homonyme, voir Château de Vaujours.
Vaujours est une commune française située dans le département de la Seine-Saint-Denis en région Île-de-France.
Ses habitants sont appelés les Valjoviens ou les Valjorois.
Vaujours dispose de quatre quartiers : Centre-Ville / Poudrerie, Vert Galant, Fenelon, et les Marlières.

## Géographie

### Localisation

Vue de la commune de Vaujours en rouge sur la carte de Paris et de la « Petite Couronne ».

Vaujours est une ville de banlieue, située au nord-est de Paris. La ville est bâtie sur le flanc de coteau dominant la plaine de France.
| Villepinte   | Tremblay-en-France | Villeparisis (Seine-et-Marne) |
| Sevran       | Vaujours           | Villeparisis (Seine-et-Marne) |
| Livry-Gargan | Coubron            | Courtry (Seine-et-Marne)      |

### Hydrographie
La commune est traversée par le canal de l'Ourcq.

### Voies de communication et transports

#### Transports en commun
Vaujours est desservie par la gare du Vert-Galant sur la ligne B du RER (branche B5, terminus Mitry-Claye).
La ville est également desservie par les lignes 619 et 642 du réseau de bus Terres d'Envol, 643 et 644 de Transdev TRA, la ligne 2128 du réseau de bus Roissy Est et la ligne N41 du Noctilien.

### Climat
Pour des articles plus généraux, voir Climat de l'Île-de-France et Climat de la Seine-Saint-Denis.
En 2010, le climat de la commune est de type climat océanique dégradé des plaines du Centre et du Nord, selon une étude du CNRS s'appuyant sur une série de données couvrant la période 1971-2000. En 2020, Météo-France publie une typologie des climats de la France métropolitaine dans laquelle la commune est exposée à un climat océanique altéré et est dans la région climatique Sud-ouest du bassin Parisien, caractérisée par une faible pluviométrie, notamment au printemps (120 à 150 mm) et un hiver froid (3,5 °C).
Pour la période 1971-2000, la température annuelle moyenne est de 11,3 °C, avec une amplitude thermique annuelle de 15,2 °C. Le cumul annuel moyen de précipitations est de 696 mm, avec 10,6 jours de précipitations en janvier et 7,8 jours en juillet. Pour la période 1991-2020, la température moyenne annuelle observée sur la station météorologique la plus proche, située sur la commune de Roissy-en-France à 8 km à vol d'oiseau, est de 12,1 °C et le cumul annuel moyen de précipitations est de 694,3 mm,. Pour l'avenir, les paramètres climatiques de la commune estimés pour 2050 selon différents scénarios d'émission de gaz à effet de serre sont consultables sur un site dédié publié par Météo-France en novembre 2022.

## Urbanisme

### Typologie
Au 1er janvier 2024, Vaujours est catégorisée grand centre urbain, selon la nouvelle grille communale de densité à sept niveaux définie par l'Insee en 2022.
Elle appartient à l'unité urbaine de Paris, une agglomération inter-départementale regroupant 407  communes, dont elle est une commune de la banlieue,,. Par ailleurs la commune fait partie de l'aire d'attraction de Paris, dont elle est une commune du pôle principal,. Cette aire regroupe 1 929 communes,.

## Toponymie
Le village est cité dans des documents sous les formes : « Vallis Jost » et « Vaujoi » (Val de jost ou Val de la joie), Vallis jocosa en 1202, Vallis joth et  Vallis Gaii puis Vallis gaudii au XIIIe siècle, Vallis Jovis, Valjoue, Vaujoust en 1351, Vaujou en 1744.

## Histoire
Vers 1100, cette terre appartient à Étienne de Senlis qui en fait don par la suite à l'abbaye Saint-Victor de Paris (propriété de Paris jusqu'en 1792).
Près de la colline Mautauban, Henri IV avait un pavillon de chasse. Il a laissé son nom au lieu-dit et au lotissement du Vert-Galant.
En 1844, le lycée horticole Fénelon est créé : il redonne un certain prestige au château du XVIIIe siècle. Ce château était accompagné d'un parc paysager où se trouvait une  grange aux dîmes du XVIe siècle.
À la fin du XVIIIe siècle, l'église Saint-Nicolas est construite : elle abrite toujours des trésors de l'Art sacré en particulier une peinture du XVIIIe siècle, représentant le baptême du Christ, un tabernacle du XVIIe siècle, et les dalles funéraires de la famille de Maistre, originaire du Languedoc, qui habite dans le village de 1760 à 1840.
Au XIXe siècle, le château est transformé en orphelinat.
Jusqu'au début du XXe siècle, Vaujours était un village de Pailleux (négociants en paille, fourrage et litière).
Vaujours est un point stratégique de la bataille de la Marne en septembre 1914.
Le 3 octobre 1944, un missile balistique V2 s'écrase sur Vaujours.

Vaujours au début du XXe siècle
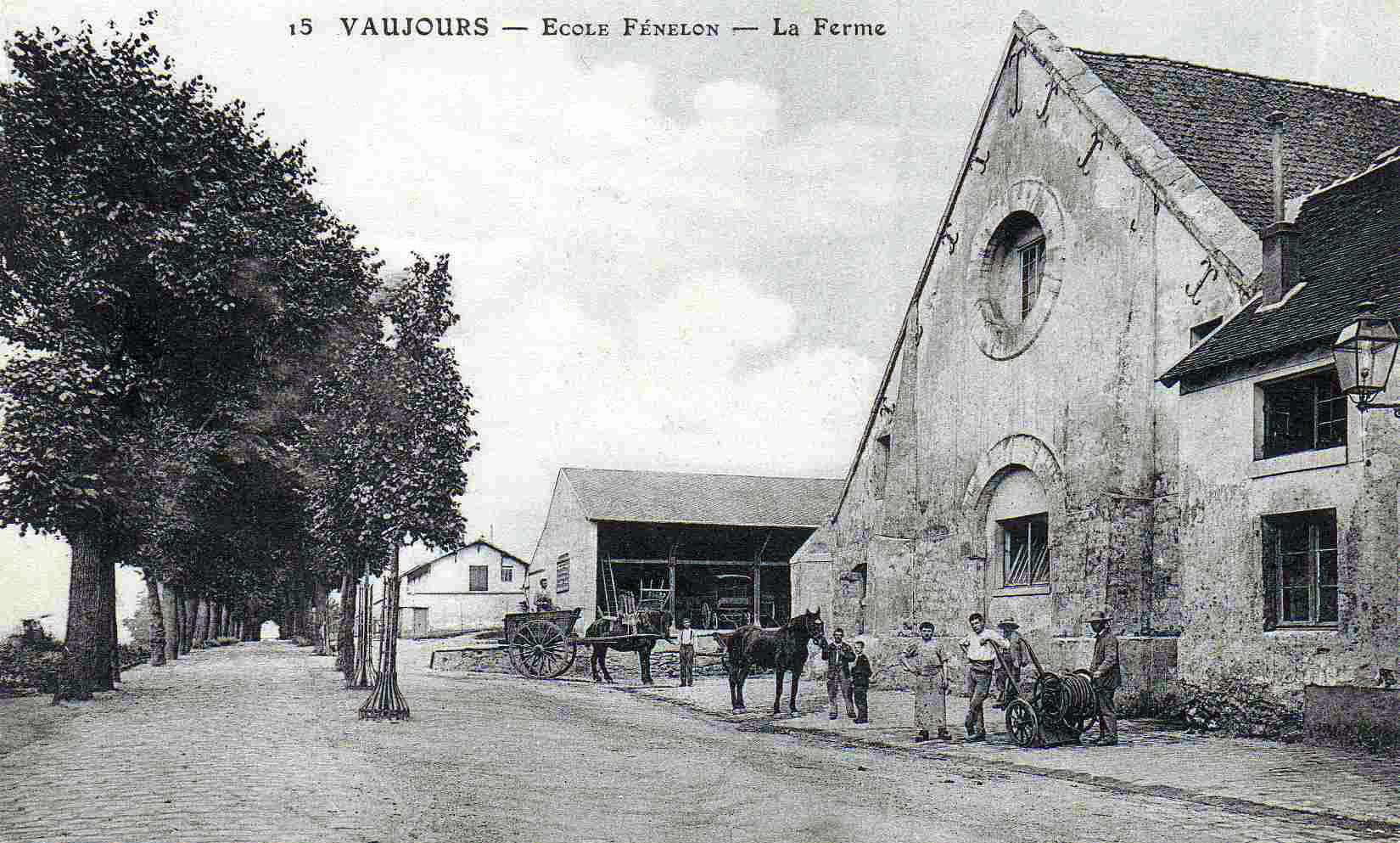
La ferme de l'école Fénelon.
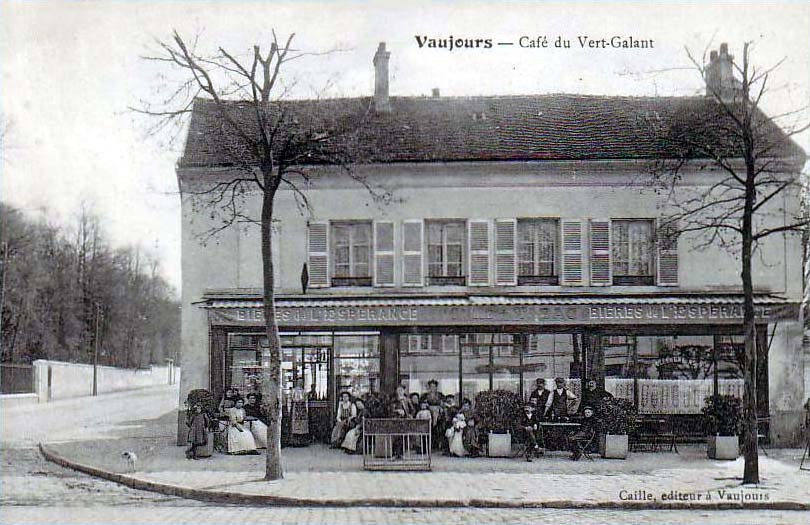
Le café du Vert-Galant.
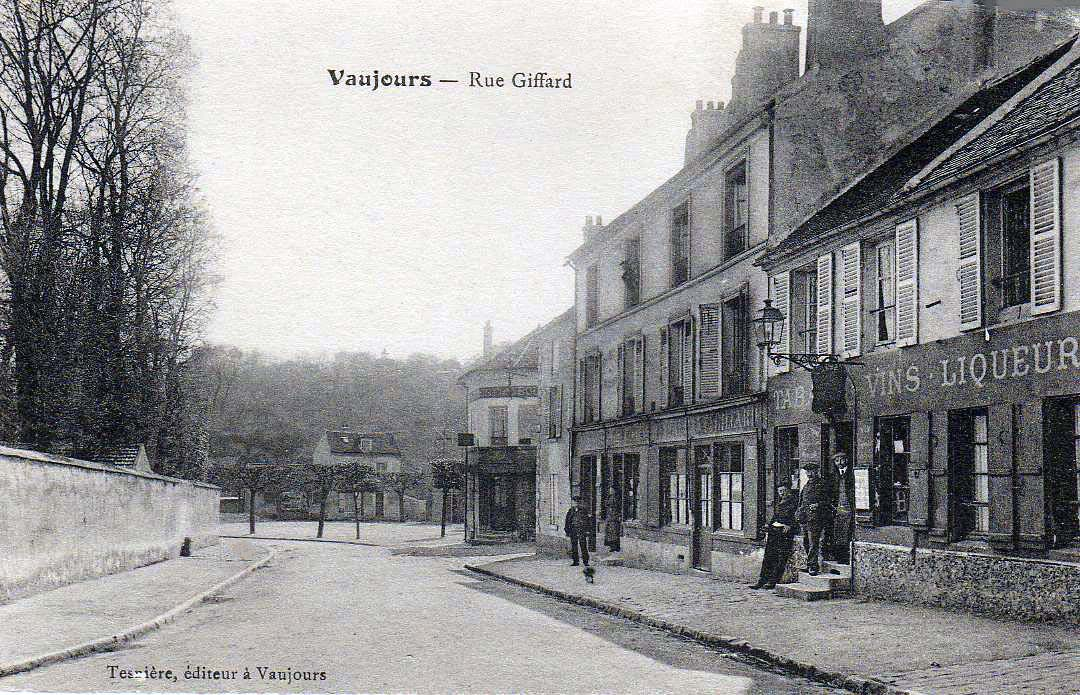
La rue Giffard vers 1900.
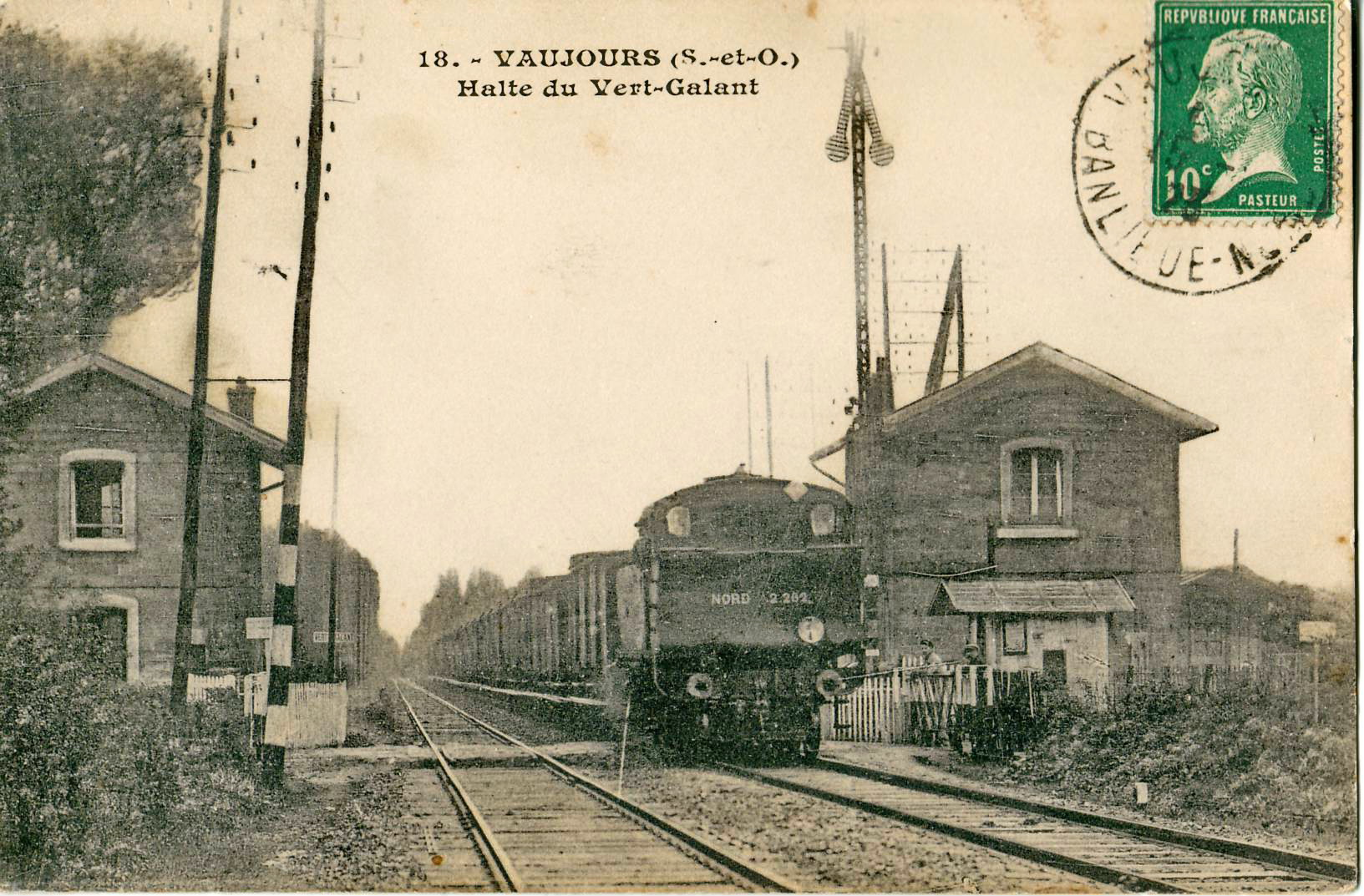
Train de la Compagnie du Nord au Vert-Galant.

## Politique et administration

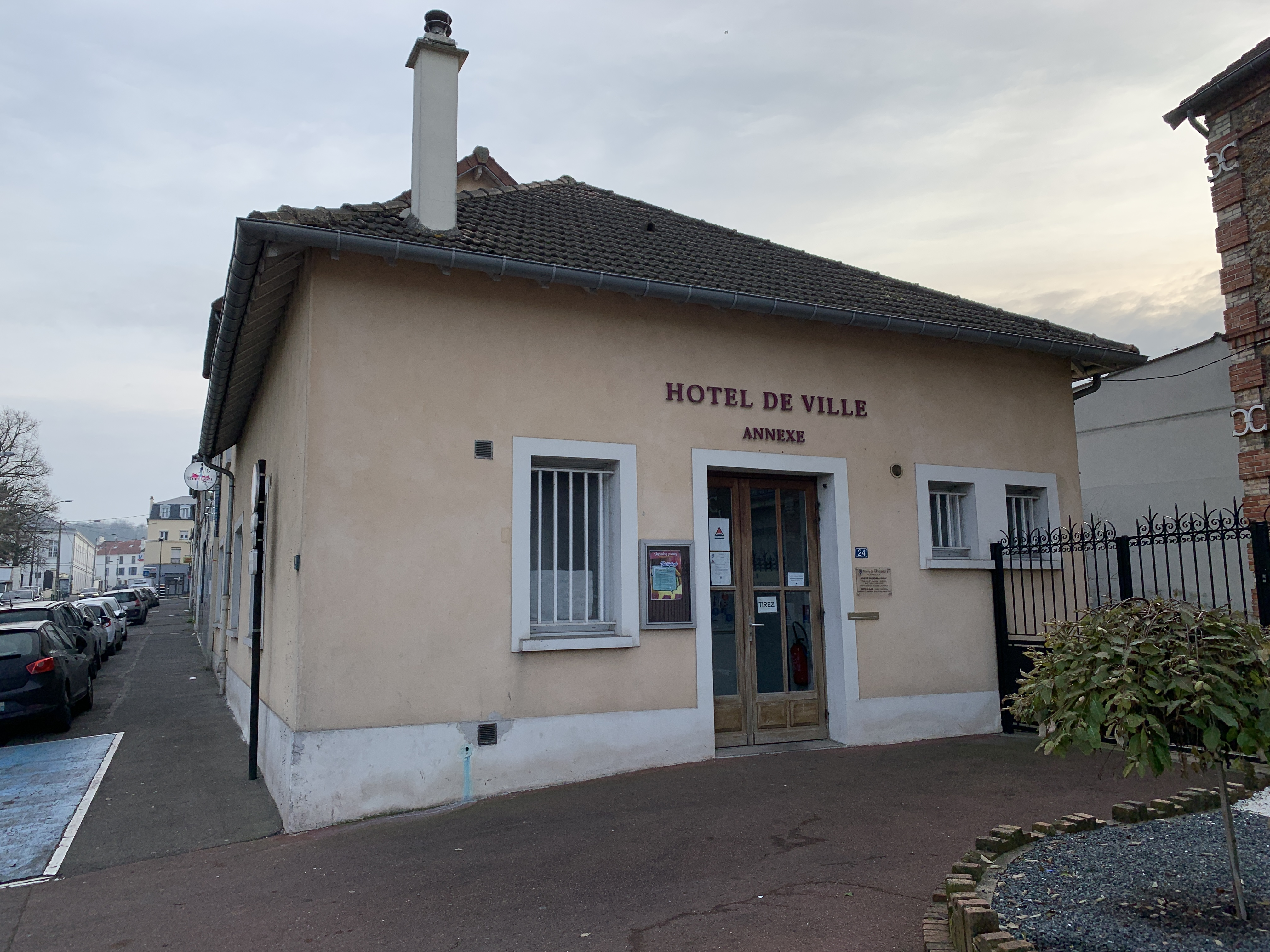
L'annexe de l'Hôtel-de-Ville

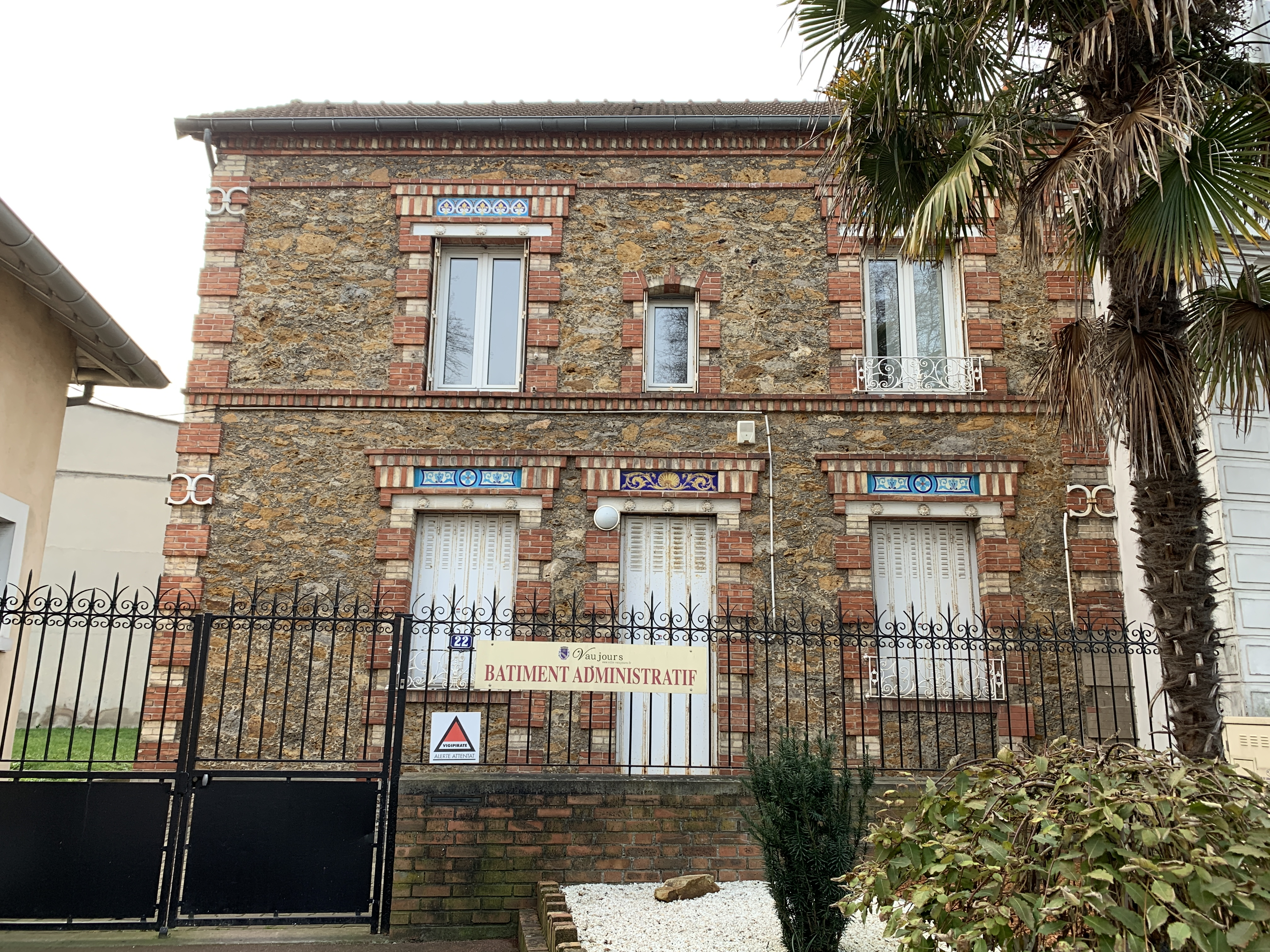
Bâtiments administratif municipal.

### Rattachements administratifs et électoraux
Jusqu’à la loi du 10 juillet 1964, la commune fait partie du département de Seine-et-Oise. Le redécoupage des anciens départements de la Seine et de Seine-et-Oise fait que la commune appartient désormais à la Seine-Saint-Denis après un transfert administratif effectif le 1er janvier 1968.

### Intercommunalité
Dans le cadre de la mise en œuvre de la volonté gouvernementale de favoriser le développement du centre de l'agglomération parisienne comme pôle mondial est créée, le 1er janvier 2016, la métropole du Grand Paris (MGP), à laquelle la commune, qui n'était membre d'aucune intercommunalité, a été intégrée.
Dans le cadre de la mise en place de la métropole du Grand Paris, la loi portant nouvelle organisation territoriale de la République du 7 août 2015 (loi NOTRe) prévoit la création d'établissements publics territoriaux (EPT), qui regroupent l'ensemble des communes de la métropole à l'exception de Paris, et assurent des fonctions de proximité en matière de politique de la ville, d'équipements culturels, socioculturels, socio-éducatifs et sportifs, d'eau et assainissement, de gestion des déchets ménagers et d'action sociale.
La commune a donc également été intégrée le 1er janvier 2016 à l'établissement public territorial Grand Paris - Grand Est.

### Tendances politiques et résultats
Au premier tour des élections municipales de 2014 dans la Seine-Saint-Denis, la liste UMP-UDI menée par le maire sortant Dominique Bailly a obtenu la majorité absolue des suffrages exprimés, avec 1 403 voix (63,28 %, 24 conseillers municipaux élus), devançant très largement les listes menées respectivement par : 

- José Da Silva (DVD, 338 voix, 15,24 %, 2 conseillers municipaux élus) ;

- Daniel Borgeot 	(SE, 293 voix, 13,21 %, 2 conseillers municipaux élus) ;

- Claudine Simmer (DVG, 183 %, 8,25 %, 1 conseiller municipal élu). 
 
Lors de ce scrutin, 45,79 % des électeurs se sont abstenus.
Lors du premier tour des élections municipales de 2020 dans la Seine-Saint-Denis, ma liste LR - UDI - MoDem - SL menée par le maire sortant Dominique Bailly a obtenu une large majorité absolue des suffrages exprimés, avec 995 voix (71,17 %, 25 conseillers municipaux élus dont 1 métropolitain) devançant celle SE menée par Daniel Borgeot 	(403 voix, 28,82 %, 4 conseillers municipaux élus).
Lors de ce scrutin marqué par la pandémie de Covid-19 en France, 62,62 % des électeurs se sont abstenus.

### Liste des maires
| Période   | Période                       | Identité                 | Étiquette                                      | Qualité                                                          |
| --------- | ----------------------------- | ------------------------ | ---------------------------------------------- | ---------------------------------------------------------------- |
| 1799      | 1801                          | Sébastien Benoist        |                                                |                                                                  |
| 1801      | 1815                          | Jean François de Maistre |                                                |                                                                  |
| 1815      |                               | Toussaint Guilleminault  |                                                |                                                                  |
| 1815      | 1822                          | Jean-François de Maistre |                                                |                                                                  |
| 1822      | 1830                          | Armant de Maistre        |                                                |                                                                  |
| 1830      | 1835                          | Anatole Goulut           |                                                |                                                                  |
| 1835      | 1855                          | Pierre Lacasse           |                                                |                                                                  |
| 1855      | 1870                          | Jean-Baptiste Legnay     |                                                |                                                                  |
| 1870      | 1873                          | François Lacasse         |                                                |                                                                  |
| 1873      | 1875                          | Jules Boucher            |                                                |                                                                  |
| 1875      | 1879                          | Édouard Smith            |                                                |                                                                  |
| 1879      | 1881                          | René-Honoré Moreau       |                                                |                                                                  |
| 1881      | 1886                          | Simon Guilleminault      |                                                |                                                                  |
| 1886      |                               | Albert David             |                                                |                                                                  |
| 1886      | 1904                          | Alexandre Boucher        |                                                |                                                                  |
| 1904      | 1908                          | René-Honoré Moreau       |                                                |                                                                  |
| 1908      | 1920                          | Alexandre Boucher        |                                                |                                                                  |
| 1920      | 1935                          | Edmond Sohier            |                                                |                                                                  |
| 1935      | 1941                          | Louis Le Cloirec         |                                                |                                                                  |
| 1941      | 1944                          | Léon Bulot               |                                                |                                                                  |
| 1944      | 1975                          | Ernest Petit             | DVD-RI                                         |                                                                  |
| 1976      | juin 1995                     | Roger Grosmaire          | DVD                                            |                                                                  |
| juin 1995 | mars 2008                     | Michel Duhau             | RPR puis UMP                                   |                                                                  |
| 2008      | En cours (au 15 février 2021) | M. Dominique Bailly      | MPF puis NC puis UDI-FED puis LR puis Horizons | Chef de service sécurité incendie Réélu pour le mandat 2020-2026 |

### Jumelages
- Court-Saint-Étienne (Belgique).
- Tamworth (Angleterre).

## Population et société

### Démographie
L'évolution du nombre d'habitants est connue à travers les recensements de la population effectués dans la commune depuis 1793. Pour les communes de moins de 10 000 habitants, une enquête de recensement portant sur toute la population est réalisée tous les cinq ans, les populations de référence des années intermédiaires étant quant à elles estimées par interpolation ou extrapolation. Pour la commune, le premier recensement exhaustif entrant dans le cadre du nouveau dispositif a été réalisé en 2007.

En 2022, la commune comptait 7 743 habitants, en évolution de +11,11 % par rapport à 2016 (Seine-Saint-Denis : +4,67 %, France hors Mayotte : +2,11 %).
| 1793 | 1800 | 1806 | 1821 | 1831 | 1836 | 1841 | 1846 | 1851  |
| ---- | ---- | ---- | ---- | ---- | ---- | ---- | ---- | ----- |
| 554  | 593  | 638  | 641  | 733  | 684  | 755  | 969  | 1 228 |

| 1856  | 1861  | 1866  | 1872  | 1876  | 1881  | 1886  | 1891  | 1896  |
| ----- | ----- | ----- | ----- | ----- | ----- | ----- | ----- | ----- |
| 1 310 | 1 440 | 1 546 | 1 102 | 1 734 | 2 193 | 1 923 | 1 828 | 1 910 |

| 1901  | 1906  | 1911  | 1921  | 1926  | 1931  | 1936  | 1946  | 1954  |
| ----- | ----- | ----- | ----- | ----- | ----- | ----- | ----- | ----- |
| 1 914 | 2 057 | 2 163 | 2 311 | 2 673 | 3 218 | 3 221 | 3 082 | 3 972 |

| 1962  | 1968  | 1975  | 1982  | 1990  | 1999  | 2006  | 2007  | 2012  |
| ----- | ----- | ----- | ----- | ----- | ----- | ----- | ----- | ----- |
| 4 536 | 4 748 | 4 726 | 4 885 | 5 214 | 5 570 | 6 002 | 6 047 | 6 834 |

| 2017  | 2022  | - | - | - | - | - | - | - |
| ----- | ----- | - | - | - | - | - | - | - |
| 7 030 | 7 743 | - | - | - | - | - | - | - |

### Enseignement
Vaujours est située dans l'académie de Créteil.
La commune administre[Quand ?] deux écoles maternelles (La Fontaine et Les Marlières) et deux écoles élémentaires (Jules-Ferry et Paul-Bert) communales.
L'école privée catholique Fénelon-Vaujours nommé lycée Fénelon compte près de 1800 élèves. Fondé en 1845 par un abbé, l'établissement est un lycée agricole disposant d'un parc paysager de 9 hectares et d'un arboretum. Le lycée agricole ferme en 2020,. L'établissement comprend actuellement une école maternelle et élémentaire, un collège et un lycée général et technologique.
Le département gère le collège (collège Henri IV).

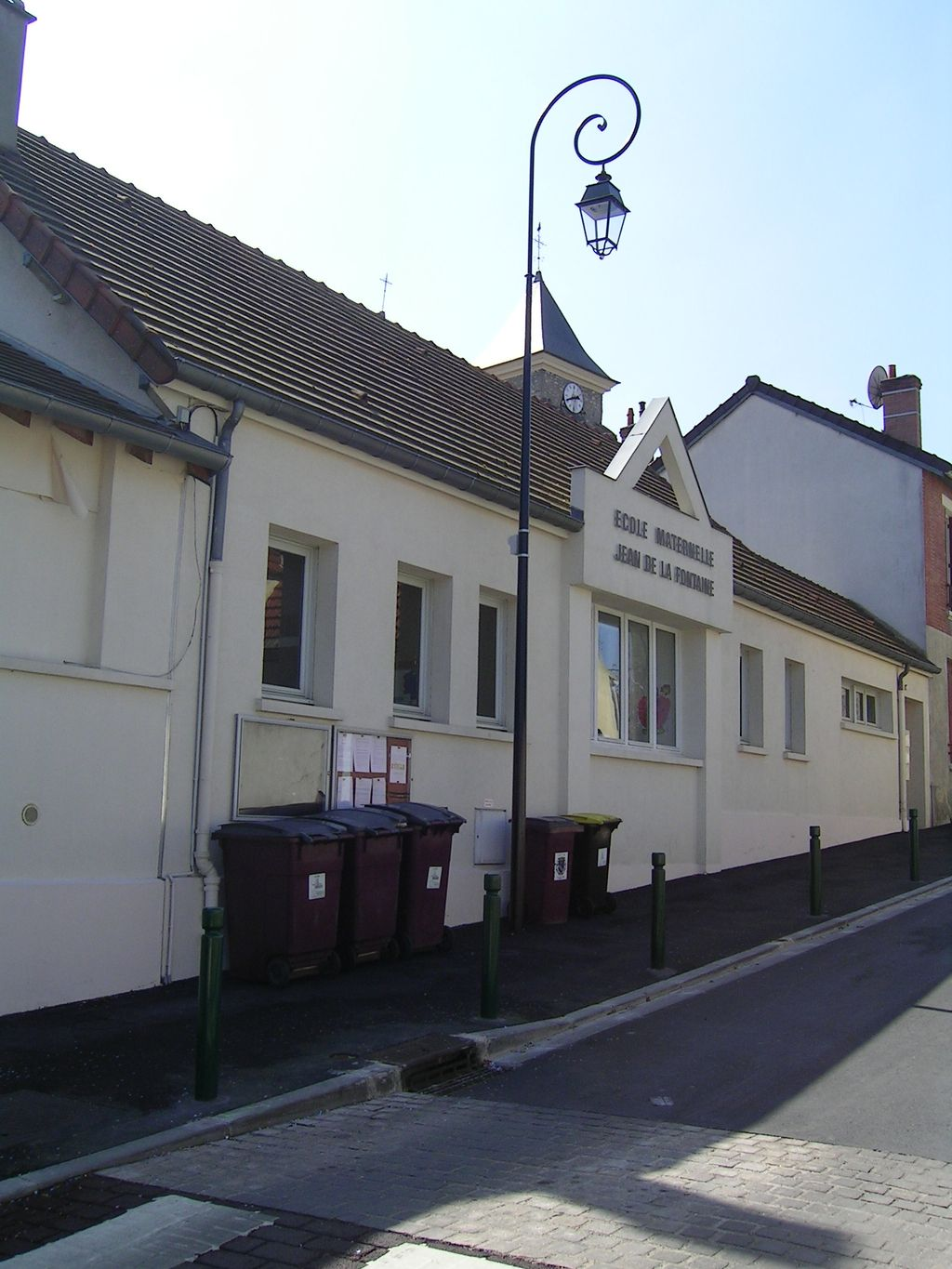
L'école Jean-de-la-Fontaine
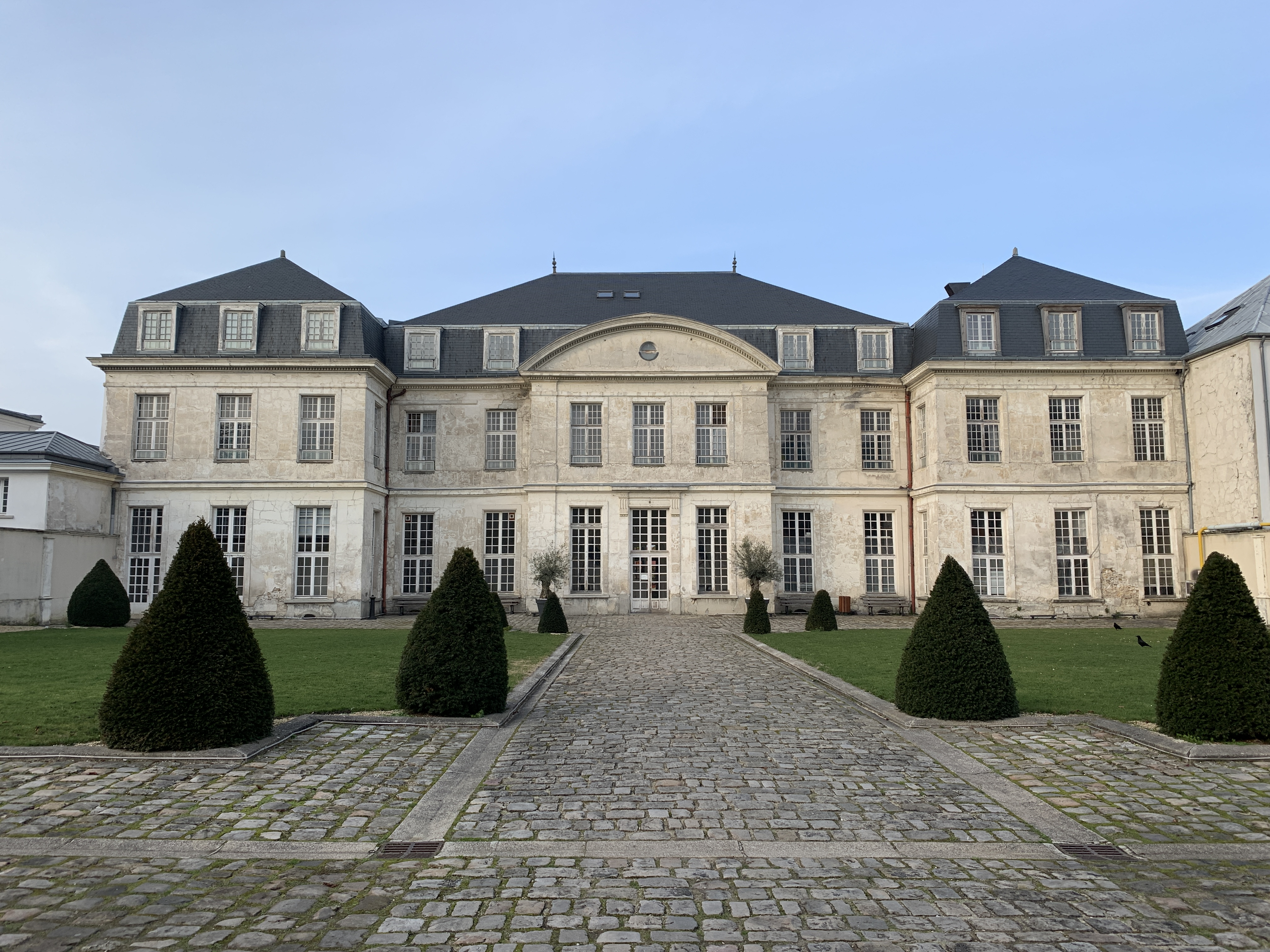
Le château de Vaujours, siège de l'école Fénelon
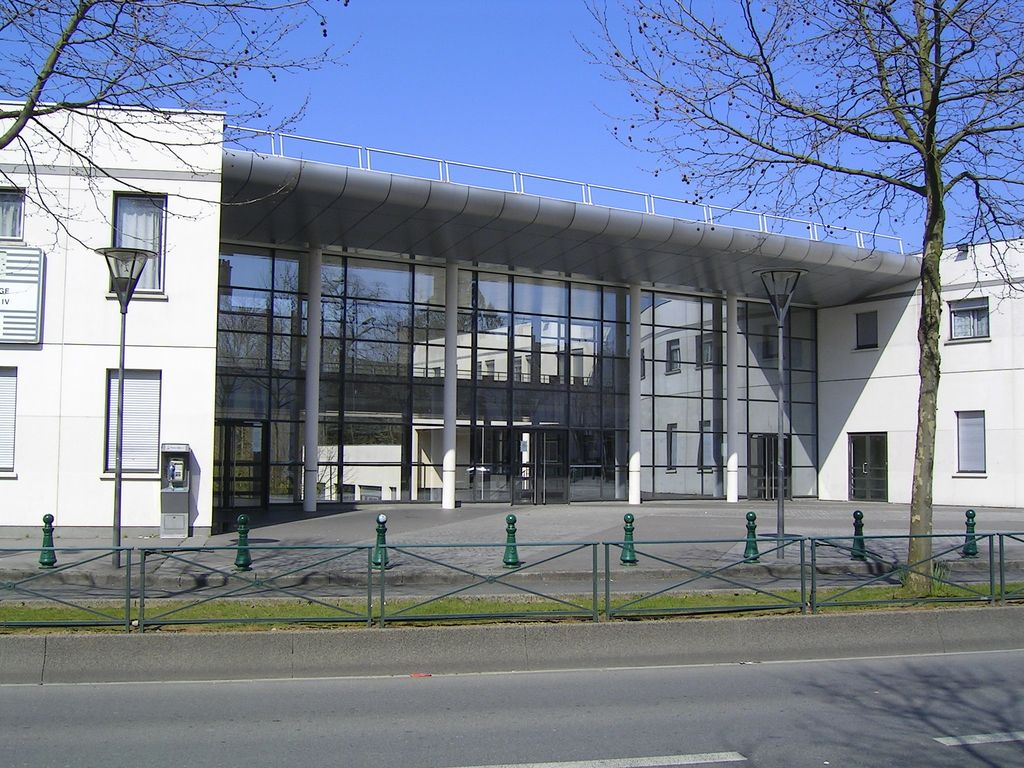
Le collège Henri-IV

### Culture
- La bibliothèque : plus du quart de la population y est inscrite. Elle compte 45 000 documents, un espace multimédia labellisé Espace Public Numérique et offre de nombreuses activités : un Cyberclub de lecture jeunesse, le CAFElitTHEraire pour adultes, la traditionnelle « Heure du conte » les mercredis matin, et de nombreuses animations de sensibilisation au livre et à la lecture publique ainsi qu'à la découverte d'arts connus ou inconnus[35].
- Le conservatoire de musique et de danse : il offre des représentations musicales ou théâtrales[36].
- Le complexe sportif Roger-Grosmaire : s'y produisent des représentations théâtrales et musicales.

### Santé
Vaujours abrite depuis plusieurs années[C'est-à-dire ?] un centre médical et social (dispensaire), un centre de protection Infantile de la Croix-Rouge française, un centre communal d’action sociale, un centre de protection maternelle et infantile (P.M.I), et une 	
résidence médicalisée pour personnes âgées. En 2006, la commune regroupait onze médecins généralistes, deux médecins spécialistes, un auxiliaire médical, et une pharmacie. La ville est rattachée à l’hôpital intercommunal de Montfermeil.

### Sports

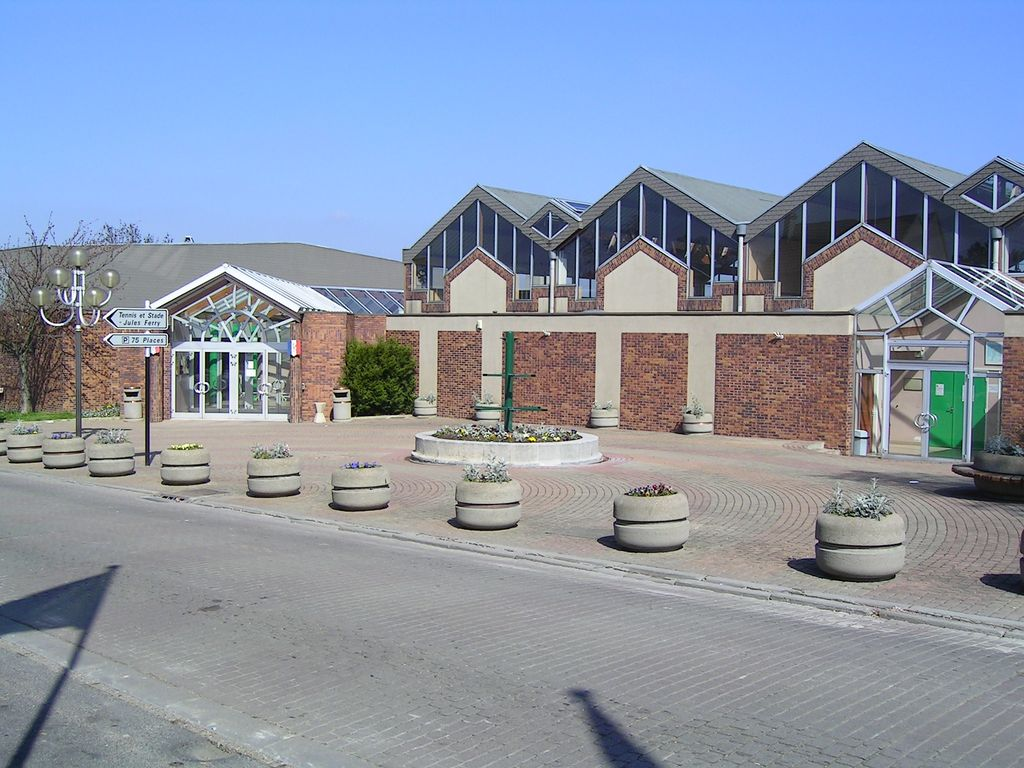
Complexe sportif Roger-Grosmaire.

La ville offre de nombreuses activités: aïkido, badminton,yoga, football, gymnastique sportive, gymnastique volontaire, karaté, pétanque, tennis, tir à l'arc, twiling, escalade, et volley-ball. De plus, la construction d'un skatepark est envisagée[Quand ?].

### Cultes
- Culte catholique : l'église Saint-Nicolas, située rue de Vaujours.
- Culte protestant : le temple protestant du Raincy

## Économie
La ville a développé les secteurs économiques suivants :
- culture de la vigne et des fruits jusqu'à la fin du XIXe siècle ;
- plâtrières, une des premières productions mondiales ;
- centre d'études nucléaire dans l'ancien fort de Vaujours.

Elle compte 165 entreprises[Quand ?], dont les principales sont Saint-Gobain, qui fabrique dans la ville des éléments en plâtre (470 salariés), Voyager Autrement (120 salariés), entreprise de transports de personnes à mobilité réduite et Lavy Bonnot, entreprise de découpage et emboutissage (18 salariés)[réf. nécessaire].
Globalement, cette commune résidentielle dispose essentiellement d'un tissu artisanal, tourné vers les entreprises du bâtiment.

## Culture locale et patrimoine

### Lieux et monuments

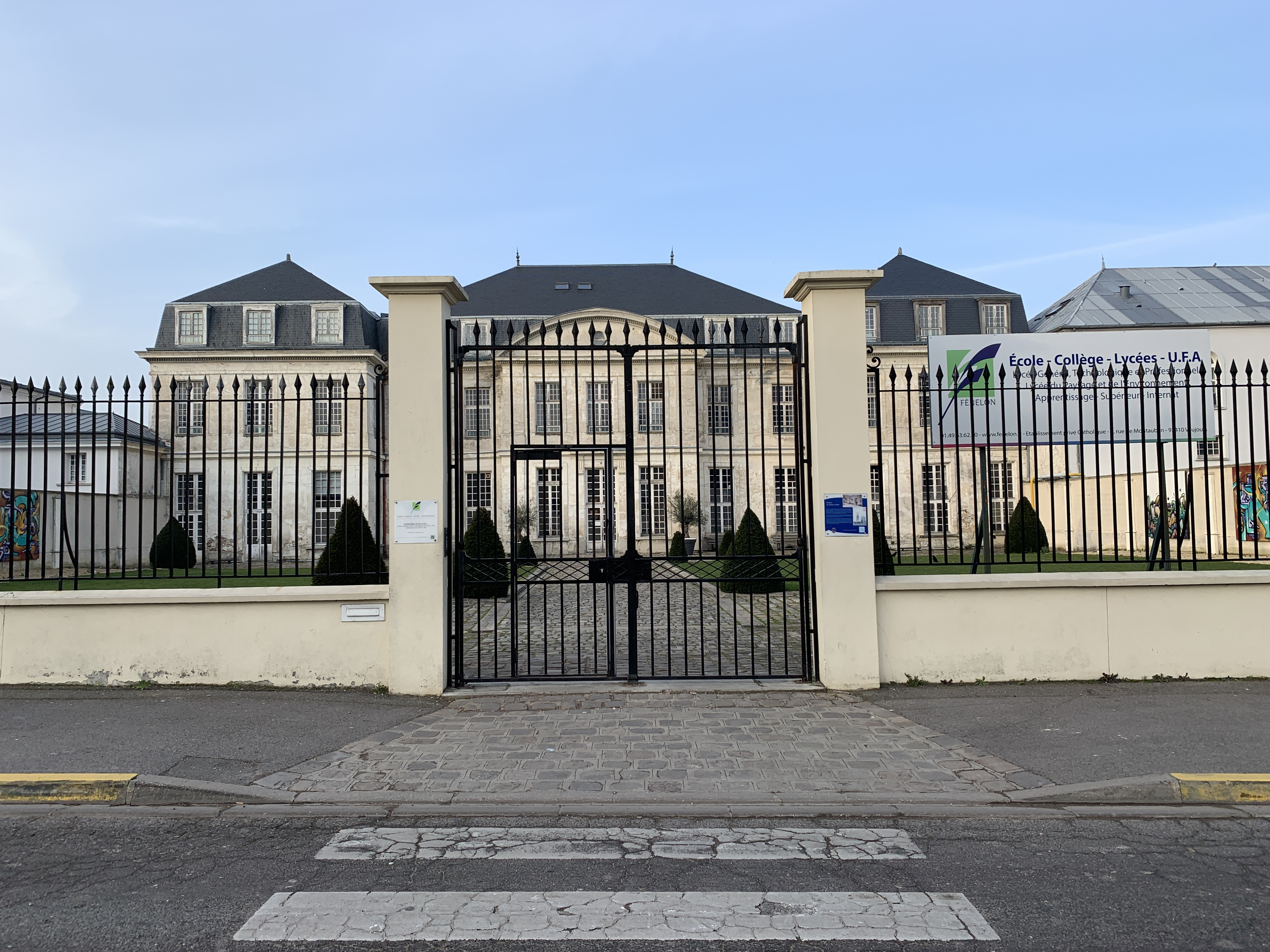
Le château de Vaujours.

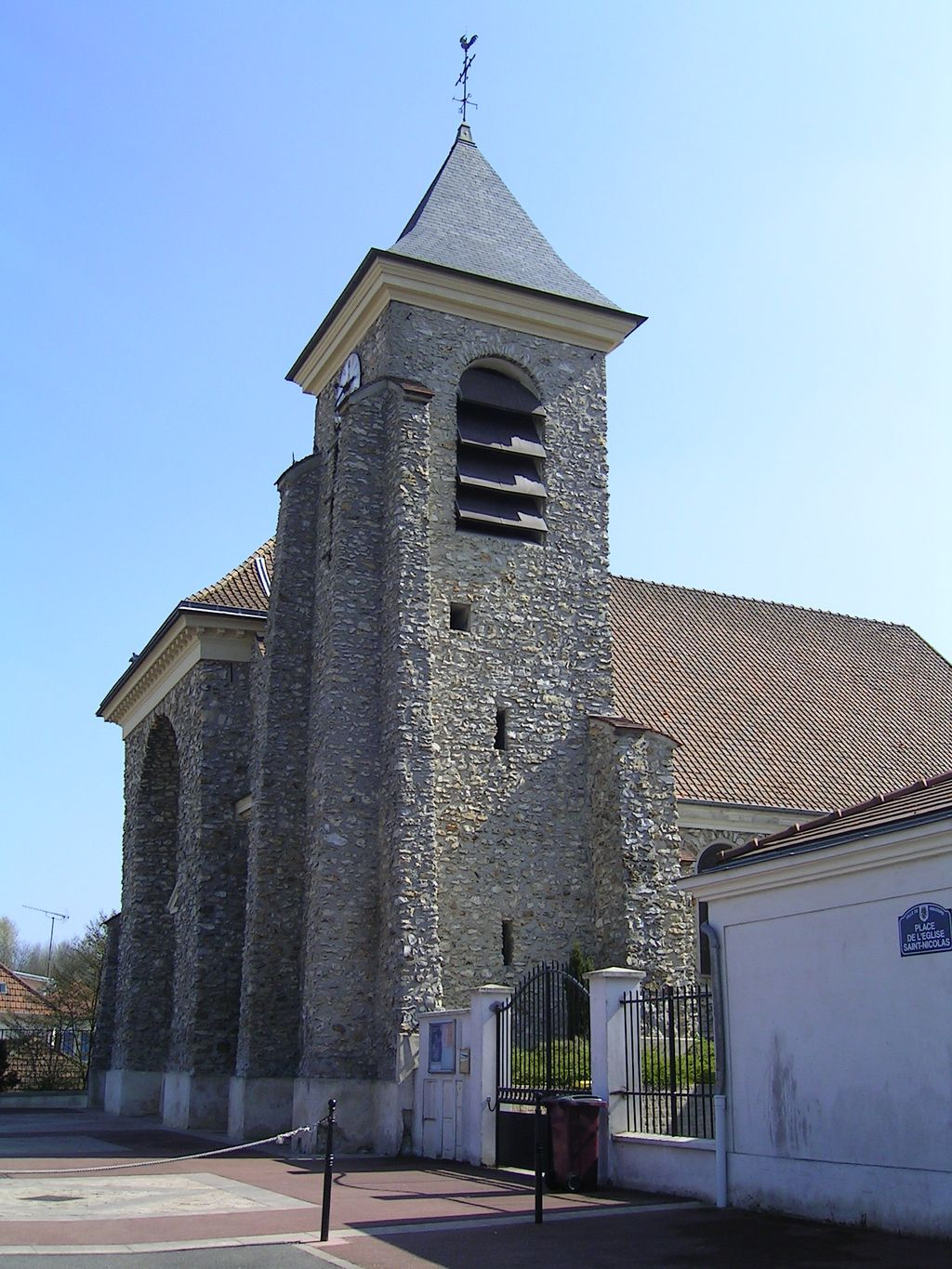
Église Saint-Nicolas.

- Le château de Vaujours (1, rue de Montauban), datant de la fin du XVIIIe siècle est reconverti en lycée privé horticole depuis 1839. Il fait l’objet d’une inscription au titre des monuments historiques[39] en particulier pour ses décors en ferronnerie (rampe d'escalier en fer forgé...), ses sculptures et peintures.
- À côté, l'ancienne grange dîmière date probablement du XIIIe siècle.
- L'église Saint-Nicolas, construite sur un plan basilical, reconstruite en 1769 sur l'emplacement de l'édifice ancien dont ne subsiste que le clocher. La cloches et les vitraux datent de la fin du XIXe siècle.
- Le presbytère (3 rue de Livry) : édifié en 1730, il représente l'unique vestige du prieuré construit par le chanoine régulier La Grenée, de l'abbaye Saint-Victor de Paris. Il renferme à l'intérieur des lambris, des cheminées de marbre et un bel escalier à balustres de bois.
- Le château Mathieu (rue de Coubron) édifice en brique et pierre, encadré de tourelles datant du XIXe siècle.
- Le fort de Vaujours (48° 55′ 32″ N, 2° 35′ 53″ E) construit entre 1876 et 1882 sur le système Séré de Rivières dans le cadre de la défense de Paris[40], abrita le Commissariat à l'énergie atomique (CEA) à partir de juin 1955 - sur décision du Général de Gaulle - et jusqu'en 1997[41].

Le CEA y a conduit des tirs froids portant sur un total de 600 kg d'uranium naturel, dont environ 150 kg avaient été dispersés autour du fort, jusqu'à parfois un kilomètre.
La plus grosse partie en a été récupérée lors des opérations d'assainissement en 2002, mais du fait de la dispersion, le CEA ne peut assurer l'absence de tout marquage résiduel.
La zone de près de 50 hectares couverte par le CEA, s'étendant principalement sur la commune de Courtry (Seine-et-Marne), reste aujourd'hui marquée par de l'uranium naturel et appauvri. La DRIRE reconnaît une contamination résiduelle par des substances radioactives et pyrotechniques[réf. nécessaire], dénoncée par une association écologiste locale. En particulier une mesure réalisée par la CRIIRAD a indiqué 3 μSv/h dans une des casemates : à ce niveau, une exposition continue pendant 3,8 ans conduirait à dépasser le NOAEL des rayonnements ionisants sur l'homme (soit 100 mSv).
Cette zone dont les sous-sols sont riches en gypse a été rachetée au Ministère de la Défense et au CEA en 2010 par l'entreprise Placoplatre qui exploite une carrière mitoyenne en fin d'exploitation (le plus grand site plâtrier européen), et qui ne voit pas d'un bon œil les projets de réhabilitation de l'ancien centre du CEA en zone industrielle, résidentielle ou de loisirs. Début 2012, la communauté d'agglomération de Marne et Chantereine a finalisé l'achat de la partie restante du site, mais aucun travail de sécurisation ni de dépollution n'a commencé.
Des études sont en cours pour la reconversion du Fort. Il existe également un projet d’extension de carrières de gypse de BPB Placo (groupe Saint-Gobain).
Ces projets font l'objet de débats, tant sur le niveau de pollution des anciennes installations du CEA, que sur les impacts de ces projets de reconversion sur l'environnement.
On peut également signaler :
- les bâtiments de l'ancienne Poudrerie nationale de Sevran-Livry, du XIXe siècle ;
- le cadran solaire (36 rue de l'Église), sur la façade d'une maison rurale du XIXe siècle ;
- une borne à fleur de lys au hameau de Montauban ;
- l'hôtel de ville, construit pendant la IIIe République.

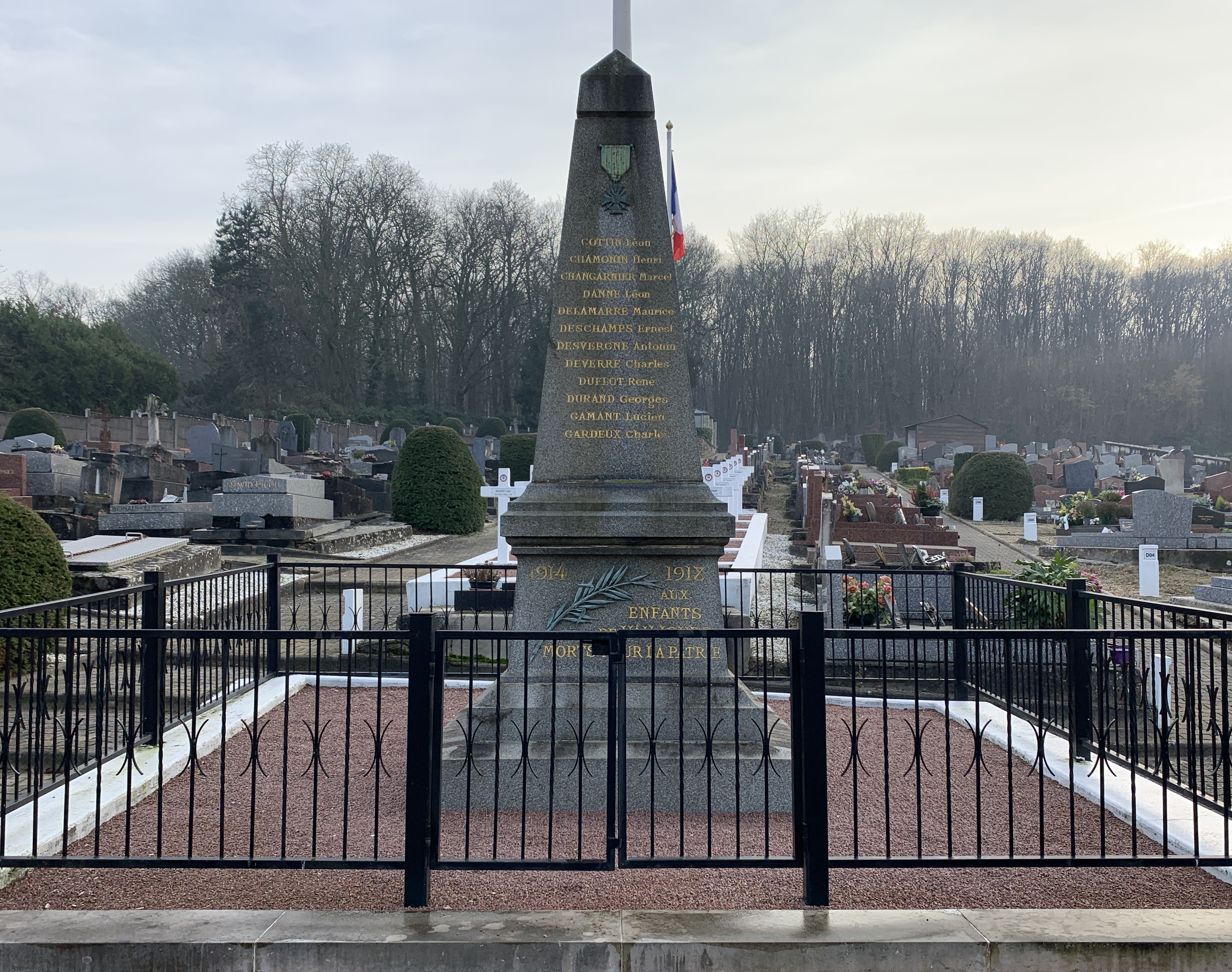
Monument aux morts, au cimetière

### Patrimoine naturel
- Le parc Alexandre-Boucher : de 6 200 m2, situé au centre-ville ;
- le parc de la Poudrerie  de 116 hectares, classé site Natura 2000 ;
- le parc de la Garenne : de 9 100 m2, situé au sud de la ville ;
- la forêt de Coubron (forêt de Bernouille).

### Personnalités liées à la commune

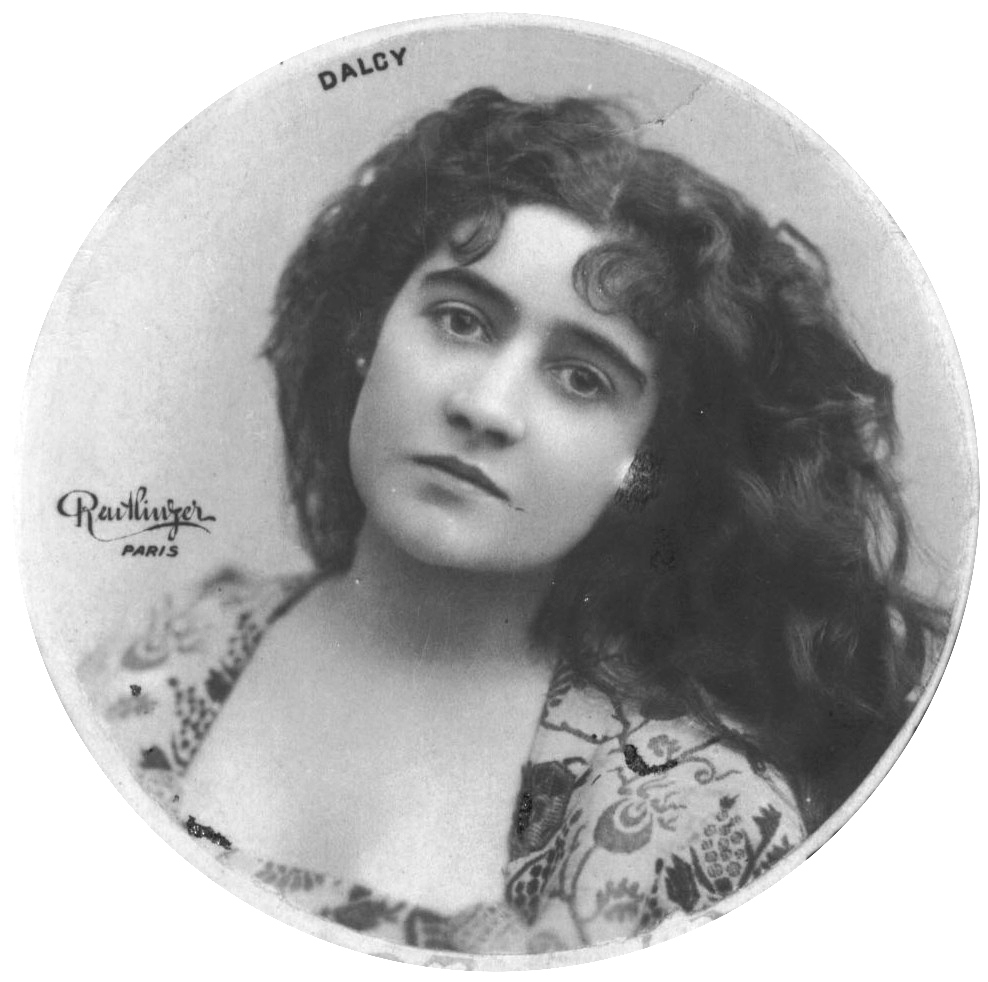
Jehanne d'Alcy.

- En 1585 Vaujours appartient à Jacques Amyot évêque d'Auxerre et en 1734 à Mme Françoise d'Arras[46].
- Jehanne d'Alcy, actrice née à Vaujours en 1865, morte en 1956.
- Louis Dumas, pédagogue français, s'est éteint au château le 19 juillet 1744
- Henri Coutet, acteur né à Vaujours en 1909, mort en 1999.
- Alexandre Devoise, animateur de télévision (ancien élève à l'école Fénelon)

### Héraldique, logotype et devise
| Blason de Vaujours | Blason  | D'azur à la bande bretessée et contre-bretessée d'or, au chef aussi d'azur chargé d'une escarboucle fleurdelysée aussi d'or. |
| Blason de Vaujours | Détails | Sur ce blason, un écu timbré de la couronne murale peut être distingué. Il possède trois tours crénelées d'or. Il est soutenu par un foudre d'or enflammée de gueules. De celles-ci jaillissent trois fleurs de soucis, tigées et feuillées. La terre de Vaujours appartenait à l'abbaye Saint-Victor de Paris dont les armes (l'escarboucle) sont redessinées en chef de l'écu ; plus tard, ces terres devinrent la propriété de la famille Scarron, dont l'arme, la bande bretessée et contrebretessée, figure sur la partie inférieure du blason. Puis, de 1569 au XIXe siècle le château de Vaujours (aujourd'hui école Fénelon) devint la propriété de la famille de Maistre[réf. nécessaire] qui portait dans ses armes trois fleurs de soucis, reprises pour les ornements extérieurs. Enfin la Poudrerie de Sevran est évoquée par le foudre, symbole que portait les officiers des Poudres. |